# Operclipygus schmidti
Operclipygus schmidti  (лат.) — вид жуков-карапузиков из семейства Histeridae (Histerinae, Exosternini).
Центральная Америка: Панама. Длина 2,25—2,31 мм, ширина 1,47—1,56 мм. Цвет красновато-коричневый. Тело овальное с параллельными боками. Мандибулы с крупным базальным зубцом. Вид отнесён к видовой группе O. sulcistrius group. O. schmidti назван в честь немецкого энтомолога Иоханнеса Шмидта (Johannes Schmidt), крупнейшего специалиста по жукам-карапузикам 19-го века (внёсшего значительный вклад в исследование трибы Exosternini) и описан в 2013 году энтомологами Майклом Катерино (Michael S. Caterino) и Алексеем Тищечкиным (Santa Barbara Museum of Natural History, Санта-Барбара, США).